# Grand Prix van Groot-Brittannië 1927
De Grand Prix van Groot-Brittannië 1927 was een autorace die werd gehouden op 1 oktober 1927 op de Brooklands race circuit. De winnaar was Robert Benoist in zijn Delage 155B.

## Uitslag
| Positie     | No | Rijder                                  | Team           | Ronden | Tijd/Opgave     |
| ----------- | -- | --------------------------------------- | -------------- | ------ | --------------- |
| 1           | 2  | Robert Benoist                          | Delage 155B    | 125    | 3h49m14.6       |
| 2           | 3  | Edmond Bourlier                         | Delage 155B    | 125    | 3h49m21.6       |
| 3           | 4  | Albert Divo                             | Delage 155B    | 125    | 3h52m20.0       |
| 4           | 12 | Louis Chiron                            | Bugatti 39A    | 125    | 4h17m50.0       |
| 5           | 11 | Emilio Materassi                        | Bugatti 39A    | 118    |                 |
| Niet geklas | 10 | Caberto Conelli William Grover-Williams | Bugatti 39A    | 106    |                 |
| DNF         | 1  | George Eyston Sammy Davis               | Bugatti 39A    | 95     | Supercharger    |
| DNF         | 5  | Malcolm Campbell                        | Bugatti 39A    | 93     | Klep            |
| DNF         | 14 | Jean Ghika-Cantacuzino                  | Bugatti 37A    | 28     | Klep            |
| DNF         | 7  | Harold Purdey                           | Thomas Special | 9      | Versnellingsbak |
| DNF         | 6  | Bummer Scott                            | Thomas Special | 8      | Supercharger    |

1926 · 1927 · 1948 · 1949 · 1950 · 1951 · 1952 · 1953 · 1954 · 1955 · 1956 · 1957 · 1958 · 1959 · 1960 · 1961 · 1962 · 1963 · 1964 · 1965 · 1966 · 1967 · 1968 · 1969 · 1970 · 1971 · 1972 · 1973 · 1974 · 1975 · 1976 · 1977 · 1978 · 1979 · 1980 · 1981 · 1982 · 1983 · 1984 · 1985 · 1986 · 1987 · 1988 · 1989 · 1990 · 1991 · 1992 · 1993 · 1994 · 1995 · 1996 · 1997 · 1998 · 1999 · 2000 · 2001 · 2002 · 2003 · 2004 · 2005 · 2006 · 2007 · 2008 · 2009 · 2010 · 2011 · 2012 · 2013 · 2014 · 2015 · 2016 · 2017 · 2018 · 2019 · 2020 · 2021 · 2022 · 2023 · 2024 · 2025 · 2026 · 2027 · 2028 · 2029 · 2030 · 2031 · 2032 · 2033 · 2034